# Trentepohlia (Mongoma) fuscogenualis
Trentepohlia (Mongoma) fuscogenualis is een tweevleugelige uit de familie steltmuggen (Limoniidae). De soort komt voor in het Oriëntaals gebied.